# Башня Макао
Башня Макао (кит. 澳門旅遊塔會展娛樂中心, порт. Torre de Macau, полное название порт. Centro de Convenções e Entretenimento da Torre de Macau) — высотное сооружение в Макао, туристическая достопримечательность. Используется в основном как смотровая башня, выполняет коммуникационные функции, работает вращающийся ресторан, кафе и 3D-кинотеатр, торговые точки. Имея высоту 338 метров, является самым высоким сооружением Макао и 18-м по высоте сооружением Китая; а также занимает 19-ю строчку в списке самых высоких телевизионных башен мира.

## Описание
Башня оборудована высокоскоростными лифтами: максимальная их скорость достигает 540 метров в минуту (32,4 км/ч; подъём от 0 до 235 метров занимает 40 секунд). Для посетителей с крепкими нервами доступен аттракцион Skywalk X — прогулка под открытым небом по внешнему ободу башни, а также самые высокие в мире площадки для банджи- и скай-джампинга (стоимость первого прыжка составляет 3588 патак, повторного — 1288 патак; скай-джамп — 3188 патак; прогулка со страховкой по внешней поверхности башни — 888 патак; подъём на вершину шпиля башни — 2488 патак). С обзорной площадки, расположенной на высоте 235 метров и имеющей площадь 734 м², открывается панорама радиусом до 55 километров. Эта площадка имеет два уровня, стеклянный пол и совершает полный оборот вокруг своей оси за один час. Сооружение выдерживает ветра́, дующие со скоростью 300 км/ч. Высота стального шпиля составляет 90 метров.
Основные характеристики
- Строительство: с 1998 по 2001 год
- Высота: 338 м (по шпилю), 235 м (обзорная площадка), 223 м (верхний этаж)
- Масса: ≈58 000 тонн[1]
- Этажность: 63
- Лифтов: 3
- Стоимость строительства: 200 миллионов долларов
- Архитектор: Craig Craig Moller Ltd.
- Главные инженеры: Beca Carter Hollings и Ferner Ltd.
- Владелец: Sociedade de Turismo e Diversões de Macau

## История
Посетив однажды новозеландский Окленд, миллиардер Стэнли Хо был поражён находящейся там «Небесной башней». Он решили построить такое же сооружение у себя на родине, в Макао. Итоговая высота башни составила 338 метров, то есть на 10 метров выше оригинала.
Строительство небоскрёба началось в 1998 году, официально открыт он был 19 декабря 2001 года. На момент окончания строительства Башня Макао заняла 14-ю строчку в списке самых высоких свободностоящих телекоммуникационных башен мира.
17 декабря 2006 года с башни, с высоты 233 метра, известный экстремал Алан Хэкетт совершил банджи-прыжок — он побил собственный рекорд, внесённый в Книгу рекордов Гиннесса, «самый высокий банджи-прыжок со здания». До этого с 1987 года первенство принадлежало прыжку с Эйфелевой башни, совершённому им же.

## Башня на телевидении
- Банджи-прыжок с башни в 2007 году совершил киноактёр Джек Осборн в одном из эпизодов реалити-шоу англ. Jack Osbourne: Adrenaline Junkie.
- Банджи-прыжок с башни совершил шеф-повар Энтони Бурден в одном из эпизодов телешоу «Энтони Бурден: Без предварительных заказов[англ.]».
- В 2012 году Башня являлась местом проведения фотосессии в 10-м эпизоде 18-го сезона реалити-шоу «Топ-модель по-американски».
- В 2012 году в третьем эпизоде третьего сезона телешоу «Простак за границей[англ.]» Карл Пилкингтон[англ.] и Уорик Дэвис прогулялись по аттракциону Skywalk X, после чего последний совершил оттуда управляемый спуск на землю.
- В Башне необходимо было пройти три миссии: забраться на шпиль, прогуляться по внешнему ободу и спрыгнуть с него в выпуске от 17 февраля 2013 года корейского реалити-шоу «Бегущий человек». Задания выполняли киноактёр Ли Дон-ук[англ.] и киноактриса Хан Хе Чжин[англ.].
- Башня служила «препятствием» в выпуске от 22 апреля 2007 года реалити-шоу «Удивительная гонка 11[англ.]», в двух выпусках 2008 года реалити-шоу «Удивительная гонка в Азии 3[англ.]» и в одном из выпусков 2014 года реалити-шоу «Удивительная гонка в Канаде 2[англ.]».

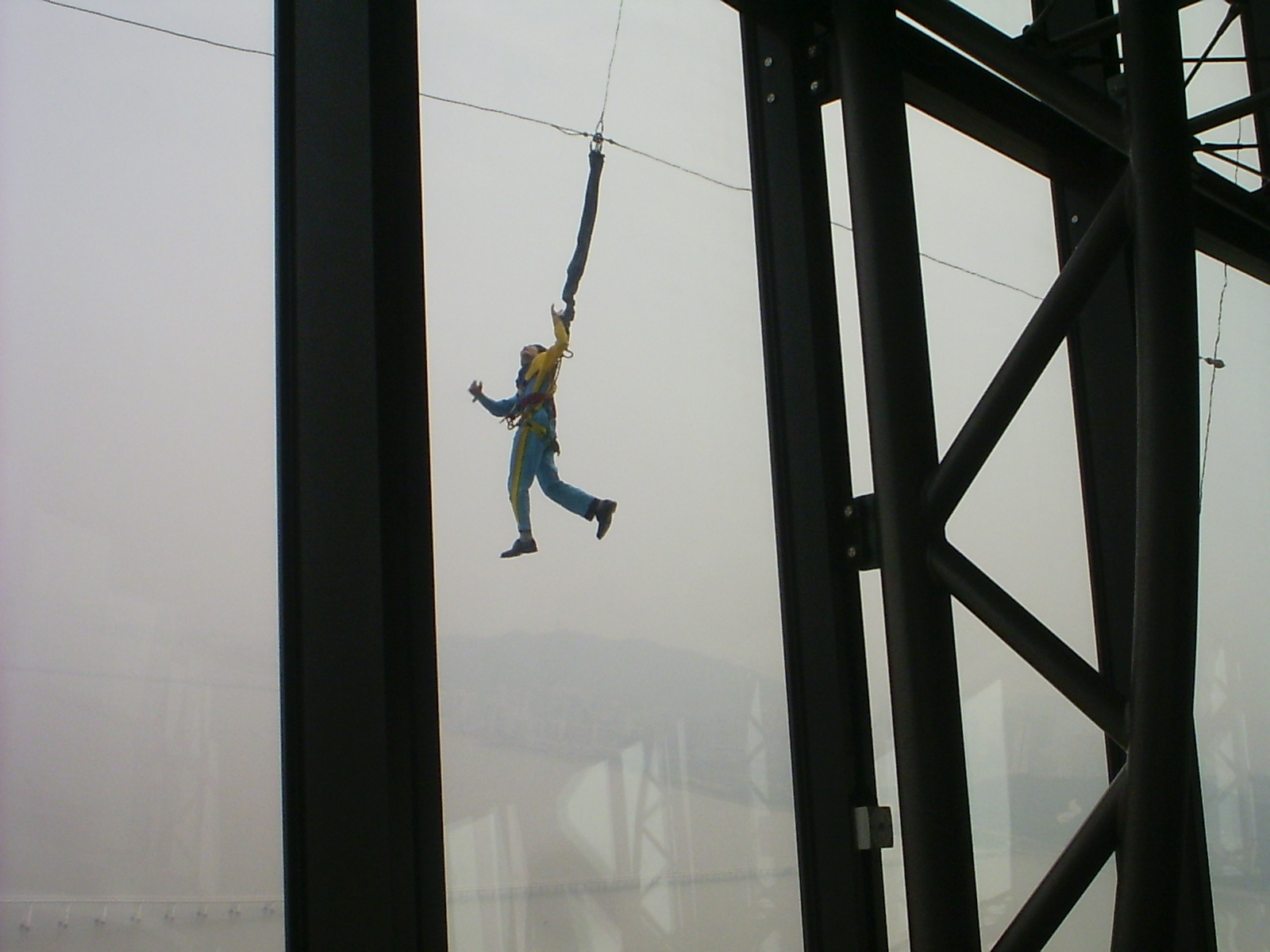
Банджи-прыжок с Башни Макао
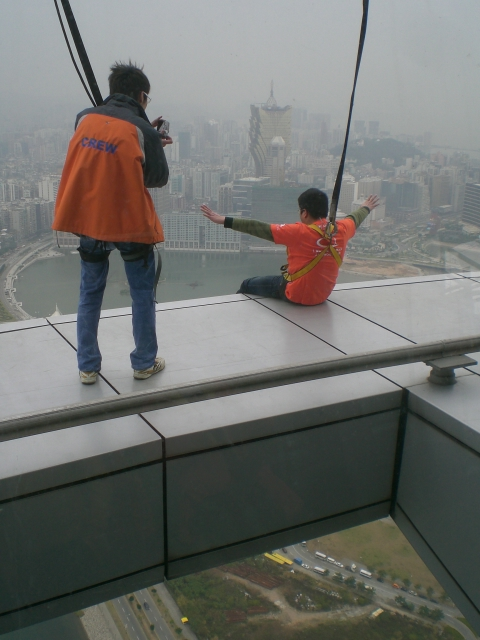
Аттракцион Skywalk X — прогулка под открытым небом по внешнему ободу башни.
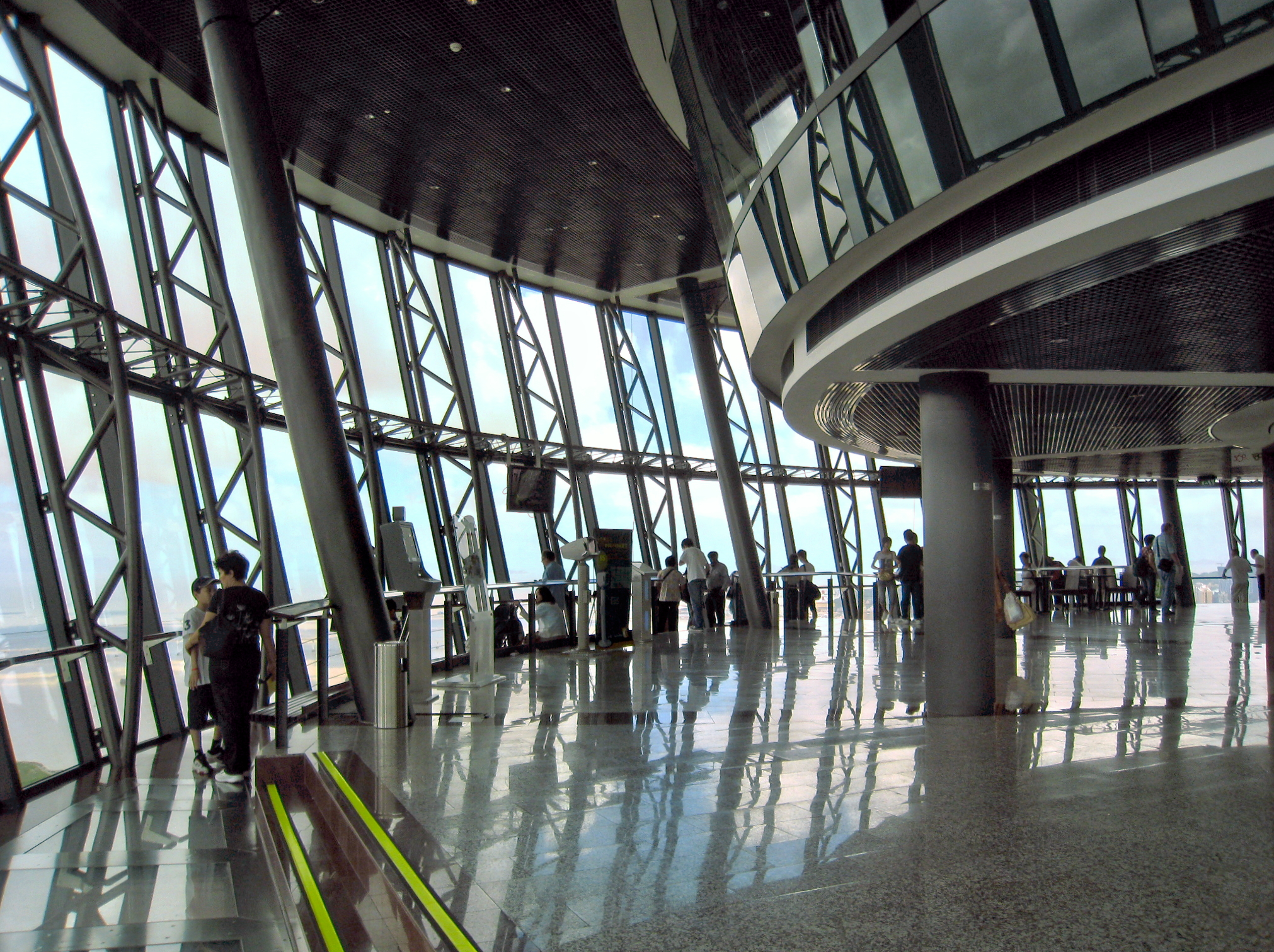
Обзорная площадка
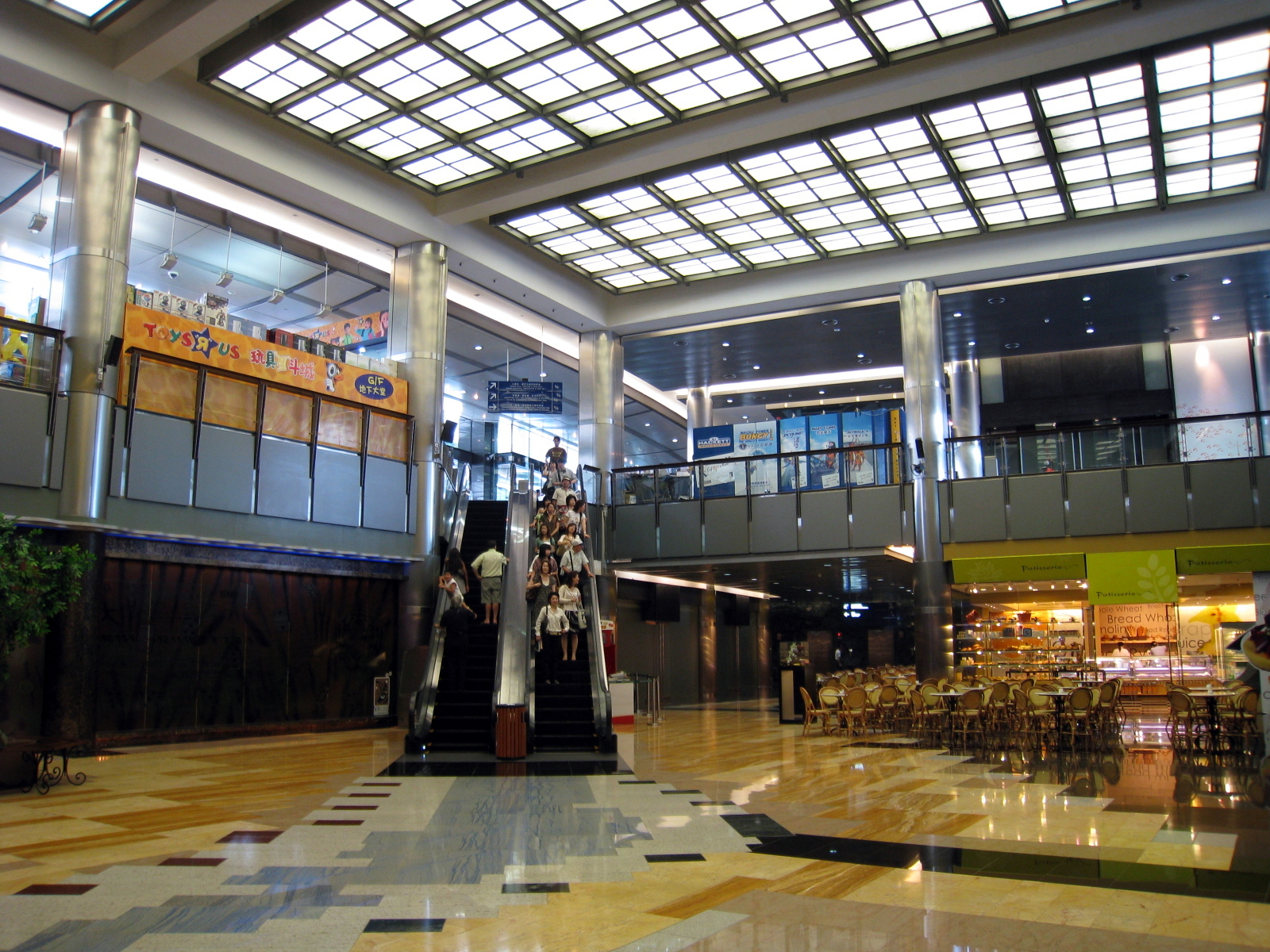
В торговой зоне
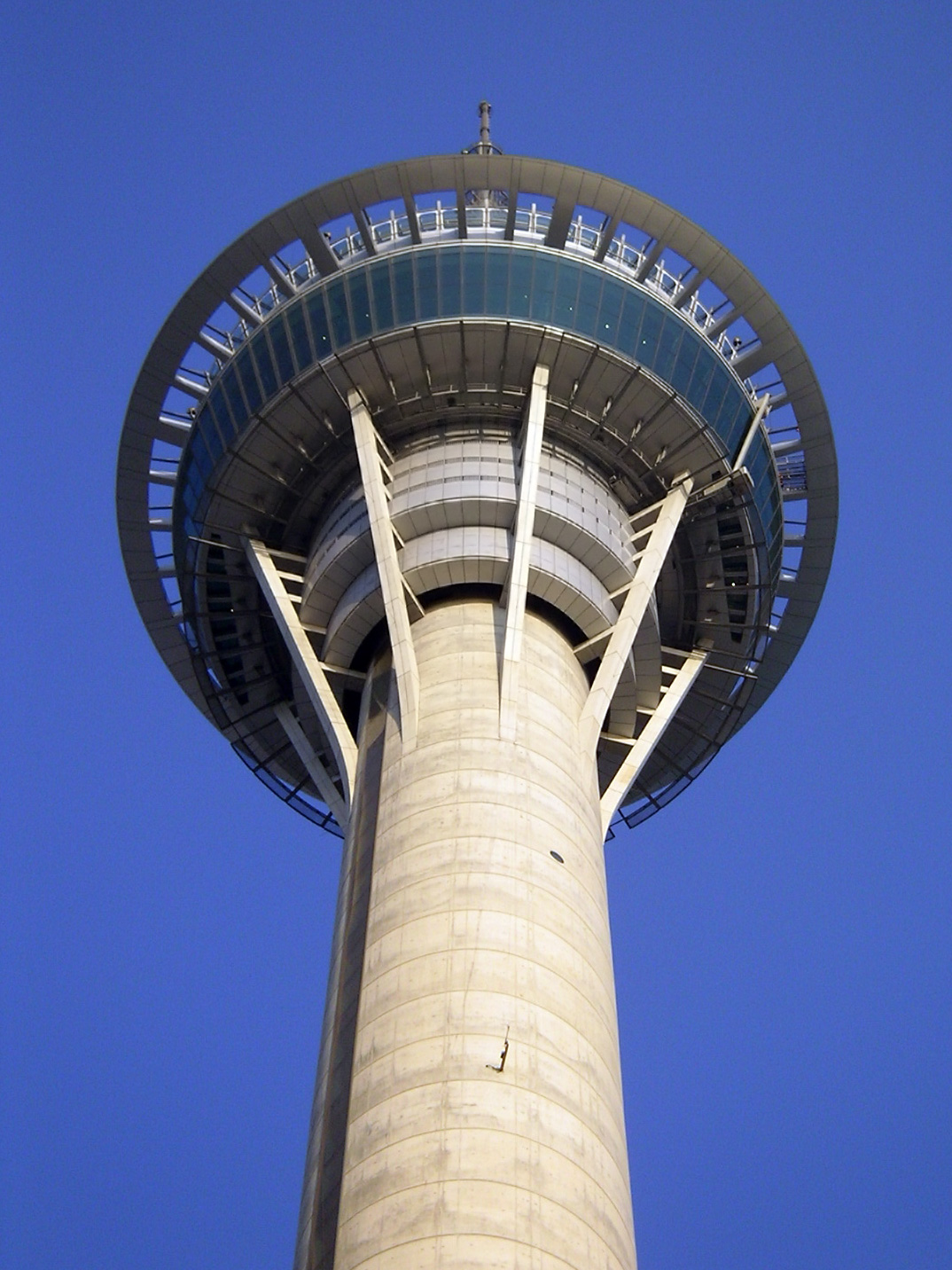
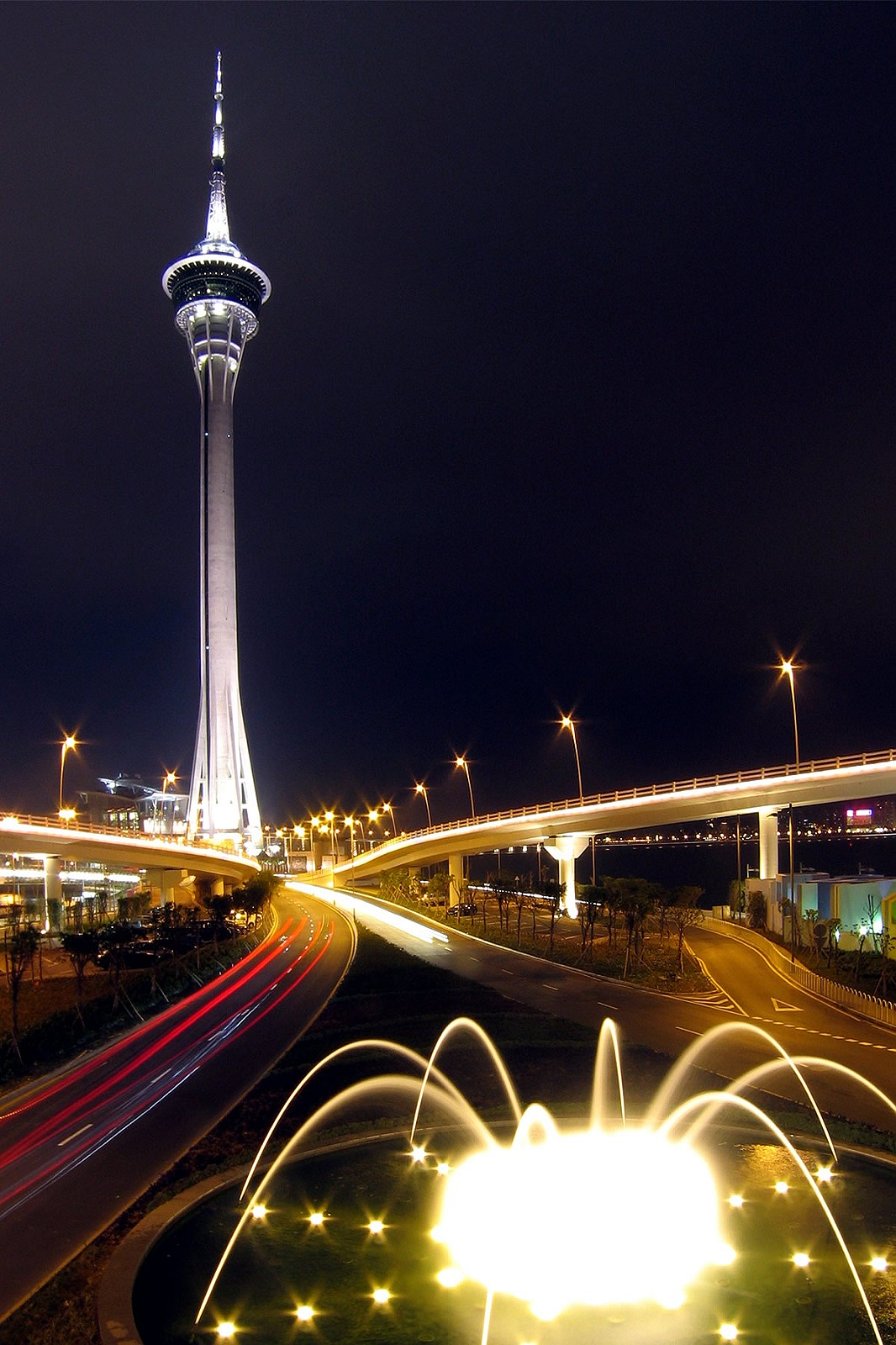
Ночью